# Kenza
Az 1999-es Kenza (arabul: كنزة) Khaled nagylemeze. Az album Khaled második lányának nevét viseli, ami arabul kincset jelent. Franciaországban aranylemez lett. Szerepel az 1001 lemez, amit hallanod kell, mielőtt meghalsz című könyvben.

## Az album dalai
|     | Cím                                    | Szerző(k)                         | Hossz |
| --- | -------------------------------------- | --------------------------------- | ----- |
| 1.  | Aâlach Tloumouni                       | Driche, Khaled                    | 5:02  |
| 2.  | El Harba Wine (közreműködik Amar)      | Amar, Angar, Benhamdouche, Khaled | 4:33  |
| 3.  | C'est la nuit                          | Jean-Jacques Goldman, Khaled      | 5:04  |
| 4.  | Imagine (közreműködik Noa)             | John Lennon                       | 4:07  |
| 5.  | Trigue Lycee                           | Khaled                            | 4:43  |
| 6.  | E'dir E'sseba                          | Hamadi, Khaled, Lati Kronlund     | 5:50  |
| 7.  | Ya Aâchkou                             | Hamadi, Khaled                    | 3:57  |
| 8.  | Melha                                  | Hamadi, Khaled                    | 6:07  |
| 9.  | Raba-Raba                              | H'Fif, Khaled                     | 5:37  |
| 10. | El Bab                                 | Hamadi, Khaled                    | 5:28  |
| 11. | El Aâdyene                             | Hamadi, Khaled                    | 5:37  |
| 12. | Gouloulha-Dji                          | Hamadi, Khaled                    | 5:37  |
| 13. | Mele H'bibti                           | Khaled                            | 6:29  |
| 14. | Derwiche Tourneur                      | Goldman                           | 6:00  |
| 15. | Leïli (a C'est la nuit arab változata) | Goldman, Khaled                   | 4:08  |

## Fordítás
- Ez a szócikk részben vagy egészben a Kenza című angol Wikipédia-szócikk ezen változatának fordításán alapul.  Az eredeti cikk szerkesztőit annak laptörténete sorolja fel. Ez a jelzés csupán a megfogalmazás eredetét és a szerzői jogokat jelzi, nem szolgál a cikkben szereplő információk forrásmegjelöléseként.